# Lista miast w województwie łódzkim
W województwie łódzkim znajduje się 60 miast o łącznej populacji 1 474 178 osób, co stanowi ok. 62% całej ludności województwa. 
Największym i jednocześnie jedynym miastem, którego populacja przekracza 100 tys. mieszkańców jest Łódź zamieszkiwana przez 664 860 osób. W województwie znajduje się 21 miast powiatowych, w tym 3 miasta na prawach powiatu: Łódź, Piotrków Trybunalski i Skierniewice. Najmniejszym miastem powiatowym jest Pajęczno z populacją 6410 mieszkańców, a największym miastem niebędącym siedzibą powiatu jest Aleksandrów Łódzki zamieszkiwany przez 22 090 osób. Najmniejszą liczbę ludności ma Inowłódz – 829 osób. 
Największą powierzchnię zajmuje Łódź – 293,25 km², zaś najmniejszą Błaszki – 1,62 km². Jednocześnie Łódź charakteryzuje się najwyższą gęstością zaludnienia w województwie na poziomie ok. 2267 os./km², zaś najmniejszą gęstością cechują się Dąbrowice – ok. 46 os./km².
Najwięcej miast jest w powiecie zgierskim: Zgierz, Aleksandrów Łódzki, Ozorków, Głowno, Parzęczew i Stryków. Tylko po jednym mieście znajduje się w powiatach skierniewickim i łaskim.
| Rozmieszczenie miast na mapie województwa łódzkiego |
| --- |
| ŁódźPiotrków TrybunalskiPabianiceTomaszów MazowieckiZgierzBełchatówSkierniewiceRadomskoKutnoSieradzZduńska WolaŁowiczAleksandrów ŁódzkiWieluńOpocznoKonstantynów ŁódzkiOzorkówŁaskRawa MazowieckaGłownoŁęczycaKoluszkiBrzezinyWieruszówŻychlinZelówTuszynPoddębicePajęcznoSulejówDziałoszynKrośniewiceDrzewicaRzgówStrykówZłoczewPrzedbórzBiała RawskaWartaUniejówKamieńskWolbórzLututówBłaszkiSzadekUjazdPiątekLutomierskRozprzaJeżówBolimówOsjakówBolesławiecŻarnówBiałaczówGrabówParzęczewKiernoziaInowłódzDąbrowice Miasta według populacji: · – powyżej 100 tys.; – od 50 do 100 tys.; – od 20 do 50 tys.; – od 10 do 20 tys.; – od 5 do 10 tys.; – poniżej 5 tys.; |

W tabeli przedstawiono wszystkie miasta województwa łódzkiego uszeregowane według liczby ludności. Informacje dotyczące liczby ludności podano na podstawie danych Głównego Urzędu Statystycznego według stanu na dzień 1 stycznia 2023. Wyjątek stanowią miasta Grabów, Kiernozia, Białaczów, Żarnów, Inowłódz, Osjaków, Bolesławiec i Parzęczew, które uzyskały prawa miejskie z dniem 1 stycznia 2024 i z powodu braku nowszych podano dla nich dane z Narodowego Spisu Powszechnego 2021 według stanu na dzień 31 marca 2021. Nazwy miast powiatowych pogrubiono, a nazwy miast na prawach powiatu dodatkowo zapisano kursywą. Nazwiska włodarzy miast, posługujących się tytułem prezydenta miasta zapisano kursywą.
| #   | Herb | Nazwa                | Powiat               | Liczba ludności (1 stycznia 2022) | Powierzchnia [km²] | Gęstość zaludnienia [os./km²] | Burmistrz/Prezydent     | Współrzędne                               |
| --- | ---- | -------------------- | -------------------- | --------------------------------- | ------------------ | ----------------------------- | ----------------------- | ----------------------------------------- |
| 1.  |      | Łódź                 | Łódź                 | 658 444                           | 293,25             | 2245,33                       | Hanna Zdanowska         | 51°46′36″N 19°27′17″E/51,776667 19,454722 |
| 2.  |      | Piotrków Trybunalski | Piotrków Trybunalski | 67 264                            | 67,24              | 1000,36                       | Juliusz Wiernicki       | 51°24′24″N 19°41′44″E/51,406667 19,695556 |
| 3.  |      | Pabianice            | pabianicki           | 61 353                            | 32,99              | 1859,75                       | Grzegorz Mackiewicz     | 51°39′52″N 19°21′20″E/51,664444 19,355556 |
| 4.  |      | Tomaszów Mazowiecki  | tomaszowski          | 58 089                            | 41,3               | 1406,51                       | Marcin Witko            | 51°31′53″N 20°00′32″E/51,531389 20,008889 |
| 5.  |      | Zgierz               | zgierski             | 54 012                            | 42,33              | 1275,97                       | Przemysław Staniszewski | 51°51′18″N 19°24′22″E/51,855000 19,406111 |
| 6.  |      | Bełchatów            | bełchatowski         | 52 851                            | 34,64              | 1525,72                       | Patryk Marjan           | 51°21′49″N 19°21′44″E/51,363611 19,362222 |
| 7.  |      | Skierniewice         | Skierniewice         | 45 560                            | 34,6               | 1316,76                       | Krzysztof Jażdżyk       | 51°57′10″N 20°08′30″E/51,952778 20,141667 |
| 8.  |      | Radomsko             | radomszczański       | 43 417                            | 51,43              | 844,2                         | Jarosław Ferenc         | 51°04′02″N 19°26′37″E/51,067222 19,443611 |
| 9.  |      | Kutno                | kutnowski            | 41 231                            | 33,59              | 1227,48                       | Zbigniew Burzyński      | 52°13′52″N 19°21′52″E/52,231111 19,364444 |
| 10. |      | Sieradz              | sieradzki            | 39 158                            | 51,22              | 764,51                        | Paweł Osiewała          | 51°35′43″N 18°43′50″E/51,595278 18,730556 |
| 11. |      | Zduńska Wola         | zduńskowolski        | 38 848                            | 24,58              | 1580,47                       | Konrad Pokora           | 51°36′22″N 18°56′21″E/51,606111 18,939167 |
| 12. |      | Łowicz               | łowicki              | 26 247                            | 23,42              | 1120,71                       | Krzysztof Kaliński      | 52°06′22″N 19°56′45″E/52,106111 19,945833 |
| 13. |      | Aleksandrów Łódzki   | zgierski             | 22 090                            | 13,82              | 1598,41                       | Jacek Lipiński          | 51°49′10″N 19°18′16″E/51,819444 19,304444 |
| 14. |      | Wieluń               | wieluński            | 20 826                            | 16,87              | 1234,5                        | Paweł Okrasa            | 51°13′21″N 18°34′26″E/51,222500 18,573889 |
| 15. |      | Opoczno              | opoczyński           | 19 246                            | 26,98              | 713,34                        | Michał Konecki          | 51°22′38″N 20°17′13″E/51,377222 20,286944 |
| 16. |      | Konstantynów Łódzki  | pabianicki           | 19 161                            | 27,25              | 703,16                        | Robert Jakubowski       | 51°44′50″N 19°19′35″E/51,747222 19,326389 |
| 17. |      | Ozorków              | zgierski             | 18 259                            | 15,46              | 1181,05                       | Jacek Socha             | 51°57′30″N 19°17′17″E/51,958333 19,288056 |
| 18. |      | Łask                 | łaski                | 16 191                            | 15,67              | 1033,24                       | Monika Mrowińska        | 51°35′23″N 19°07′57″E/51,589722 19,132500 |
| 19. |      | Rawa Mazowiecka      | rawski               | 16 090                            | 14,29              | 1125,96                       | Piotr Irla              | 51°45′44″N 20°15′04″E/51,762222 20,251111 |
| 20. |      | Głowno               | zgierski             | 13 216                            | 19,84              | 666,13                        | Grzegorz Janeczek       | 51°57′51″N 19°42′42″E/51,964167 19,711667 |
| 21. |      | Łęczyca              | łęczycki             | 13 183                            | 8,95               | 1472,96                       | Paweł Kulesza           | 52°03′33″N 19°11′54″E/52,059167 19,198333 |
| 22. |      | Koluszki             | łódzki wschodni      | 12 143                            | 9,90               | 1226,57                       | Waldemar Chałat         | 51°44′16″N 19°48′45″E/51,737778 19,812500 |
| 23. |      | Brzeziny             | brzeziński           | 11 995                            | 21,58              | 555,84                        | Dariusz Guzek           | 51°48′01″N 19°45′05″E/51,800278 19,751389 |
| 24. |      | Wieruszów            | wieruszowski         | 8394                              | 5,97               | 1406,03                       | Rafał Przybył           | 51°17′43″N 18°09′07″E/51,295278 18,151944 |
| 25. |      | Żychlin              | kutnowski            | 7647                              | 8,68               | 880,99                        | Grzegorz Ambroziak      | 52°14′43″N 19°37′25″E/52,245278 19,623611 |
| 26. |      | Tuszyn               | łódzki wschodni      | 7173                              | 23,25              | 308,52                        | Witold Małecki          | 51°36′33″N 19°31′48″E/51,609167 19,530000 |
| 27. |      | Zelów                | bełchatowski         | 7152                              | 10,75              | 665,30                        | Tomasz Jachymek         | 51°28′00″N 19°13′17″E/51,466667 19,221389 |
| 28. |      | Poddębice            | poddębicki           | 6853                              | 5,87               | 1167,46                       | Piotr Sęczkowski        | 51°53′36″N 18°57′26″E/51,893333 18,957222 |
| 29. |      | Pajęczno             | pajęczański          | 6410                              | 20,23              | 316,86                        | Dariusz Tokarski        | 51°08′50″N 19°00′00″E/51,147222 19,000000 |
| 30. |      | Sulejów              | piotrkowski          | 5985                              | 26,26              | 227,91                        | Wojciech Ostrowski      | 51°21′10″N 19°53′05″E/51,352778 19,884722 |
| 31. |      | Działoszyn           | pajęczański          | 5330                              | 4,94               | 1089,88                       | Rafał Drab              | 51°07′04″N 18°52′12″E/51,117778 18,870000 |
| 32. |      | Krośniewice          | kutnowski            | 4047                              | 4,18               | 985,89                        | Katarzyna Erdman        | 52°15′13″N 19°10′12″E/52,253611 19,170000 |
| 33. |      | Drzewica             | opoczyński           | 3551                              | 4,81               | 749,27                        | Janusz Reszelewski      | 51°26′49″N 20°28′19″E/51,446944 20,471944 |
| 34. |      | Rzgów                | łódzki wschodni      | 3442                              | 16,77              | 205,43                        | Mateusz Kamiński        | 51°39′47″N 19°29′22″E/51,663056 19,489444 |
| 35. |      | Złoczew              | sieradzki            | 3417                              | 13,79              | 247,06                        | Dominik Drzazga         | 51°24′53″N 18°36′26″E/51,414722 18,607222 |
| 36. |      | Stryków              | zgierski             | 3401                              | 8,15               | 420,00                        | Witold Kosmowski        | 51°54′04″N 19°36′39″E/51,901111 19,610833 |
| 37. |      | Przedbórz            | radomszczański       | 3226                              | 6,08               | 540,79                        | Wiesława Janosik        | 51°05′16″N 19°52′26″E/51,087778 19,873889 |
| 38. |      | Biała Rawska         | rawski               | 3048                              | 9,53               | 323,40                        | Wacław Adamczyk         | 51°48′27″N 20°28′19″E/51,807500 20,471944 |
| 39. |      | Warta                | sieradzki            | 2969                              | 10,85              | 278,43                        | Krystian Krogulecki     | 51°42′29″N 18°37′30″E/51,708056 18,625000 |
| 40. |      | Uniejów              | poddębicki           | 2950                              | 12,24              | 239,38                        | Józef Kaczmarek         | 51°58′12″N 18°48′01″E/51,970000 18,800278 |
| 41. |      | Kamieńsk             | radomszczański       | 2608                              | 11,99              | 220,35                        | Bogdan Pawłowski        | 51°12′16″N 19°29′49″E/51,204444 19,496944 |
| 42. |      | Wolbórz              | piotrkowski          | 2275                              | 15,18              | 149,08                        | Andrzej Jaros           | 51°30′03″N 19°49′56″E/51,500833 19,832222 |
| 43. |      | Lututów              | wieruszowski         | 2218                              | 18,92              | 117,97                        | Marek Pikuła            | 51°22′18″N 18°26′07″E/51,371667 18,435278 |
| 44. |      | Błaszki              | sieradzki            | 2022                              | 1,62               | 1261,73                       | Piotr Świderski         | 51°39′07″N 18°26′00″E/51,651944 18,433333 |
| 45. |      | Szadek               | zduńskowolski        | 1768                              | 17,93              | 100,45                        | Artur Ławniczak         | 51°41′28″N 18°58′27″E/51,691111 18,974167 |
| 46. |      | Rozprza              | piotrkowski          | 1614                              | 4,18               | 404,07                        | wakat                   | 51°18′05″N 19°38′39″E/51,301389 19,644167 |
| 47. |      | Lutomiersk           | pabianicki           | 1581                              | 5,18               | 302,90                        | Tadeusz Borkowski       | 51°45′13″N 19°12′39″E/51,753611 19,210833 |
| 48. |      | Piątek               | łęczycki             | 1569                              | 5,24               | 306,11                        | Anna Matusiak           | 52°04′09″N 19°28′50″E/52,069167 19,480556 |
| 49. |      | Ujazd                | tomaszowski          | 1539                              | 10,30              | 166,99                        | Artur Pawlak            | 51°35′40″N 19°55′37″E/51,594444 19,926944 |
| 50. |      | Osjaków              | wieluński            | 1350                              | 8,28               | 163,04                        | Renata Kostrzycka       | 51°17′18″N 18°47′33″E/51,288333 18,792500 |
| 51. |      | Jeżów                | brzeziński           | 1268                              | 12,56              | 101,75                        | Mariusz Guzicki         | 51°48′49″N 19°58′07″E/51,813611 19,968611 |
| 52. |      | Bolesławiec          | wieruszowski         | 1150                              | 2,96               | 388,51                        | Dorota Makówka          | 51°11′55″N 18°11′26″E/51,198611 18,190556 |
| 53. |      | Żarnów               | opoczyński           | 1074                              | 9,62               | 111,64                        | Krzysztof Nawrocki      | 51°14′50″N 20°10′14″E/51,247222 20,170556 |
| 54. |      | Białaczów            | opoczyński           | 1068                              | 21,92              | 48,72                         | Barbara Goworek         | 51°17′52″N 20°17′48″E/51,297778 20,296667 |
| 55. |      | Grabów               | łęczycki             | 1003                              | 9,17               | 109,38                        | Janusz Jagodziński      | 52°07′42″N 19°00′34″E/52,128333 19,009444 |
| 56. |      | Dąbrowice            | kutnowski            | 948                               | 18,49              | 45,81                         | Dorota Dąbrowska        | 52°18′49″N 19°05′02″E/52,313611 19,083889 |
| 57. |      | Parzęczew            | zgierski             | 919                               | 6,45               | 142,48                        | Ryszard Nowakowski      | 51°56′50″N 19°12′20″E/51,947222 19,205556 |
| 58. |      | Bolimów              | skierniewicki        | 899                               | 3,78               | 237,83                        | Stanisław Linart        | 52°04′35″N 20°09′47″E/52,076389 20,163056 |
| 59. |      | Kiernozia            | łowicki              | 831                               | 4,59               | 181,05                        | Beata Miazek            | 52°16′07″N 19°52′12″E/52,268611 19,870000 |
| 60. |      | Inowłódz             | tomaszowski          | 829                               | 15,66              | 53,94                         | Bogdan Kącki            | 51°31′37″N 20°13′17″E/51,526944 20,221389 |